# Gora Glušići
Gora Glušići je naselje u Republici Hrvatskoj, u sastavu Grada Labina, Istarska županija. 

## Stanovništvo
Prema popisu stanovništva iz 2001. godine, naselje je imalo 30 stanovnika te 10 obiteljskih kućanstava.
| broj stanovnika |       |       | 11    | 28    | 36    | 34    |       |       | 109   | 91    | 67    | 53    | 46    | 37    | 30    | 30    | 37    |
|                 | 1857. | 1869. | 1880. | 1890. | 1900. | 1910. | 1921. | 1931. | 1948. | 1953. | 1961. | 1971. | 1981. | 1991. | 2001. | 2011. | 2021. |

## Zanimljivost
Na području ovog naselja nalazi se vrh Goli (539 m), najviši vrh Labinštine.